# Parque nacional de Similajau
El Parque nacional de Similajau (en malayo: Taman Negara Similajau) es un parque nacional en la División de Bintulu del estado de Sarawak, en el país asiático de Malasia. Se encuentra a unos 30 kilómetros (19 millas) de Bintulu.
El parque nacional es un espacio recreativo, y cuenta con una selva tropical, playas de arena blanca y dorada, y playas rocosas, frente al Mar de China Meridional. El parque es rico en flora y fauna. Este parque fue el primero en ser registrado en el país el 1 de diciembre de 1976, y publicado en gaceta el 20 de abril de 1978. Originalmente compuesto por 70,64 kilómetros cuadrados (17.460 acres) de bosque, empezando en Sungai Likau en el sur y extendiéndose 30 km (19 millas) hasta Sungai Similajau en el norte. Otros 19,32 kilómetros cuadrados (4.770 hectáreas) se añadieron al parque el 17 de febrero de 2000, haciendo que el área total sea ahora 89,96 kilómetros cuadrados (22.230 hectáreas), en una estrecha franja costera.